# Templo de Atenea (Siracusa)
El Templo de Atenea fue un antiguo templo griego dedicado a la diosa Atenea en Siracusa, Sicilia, actual Italia. Estaba situado en la isla de Ortigia y se construyó hacia el 470 a. C. En la actualidad, los restos del templo forman parte de la Catedral de Siracusa.

## Historia

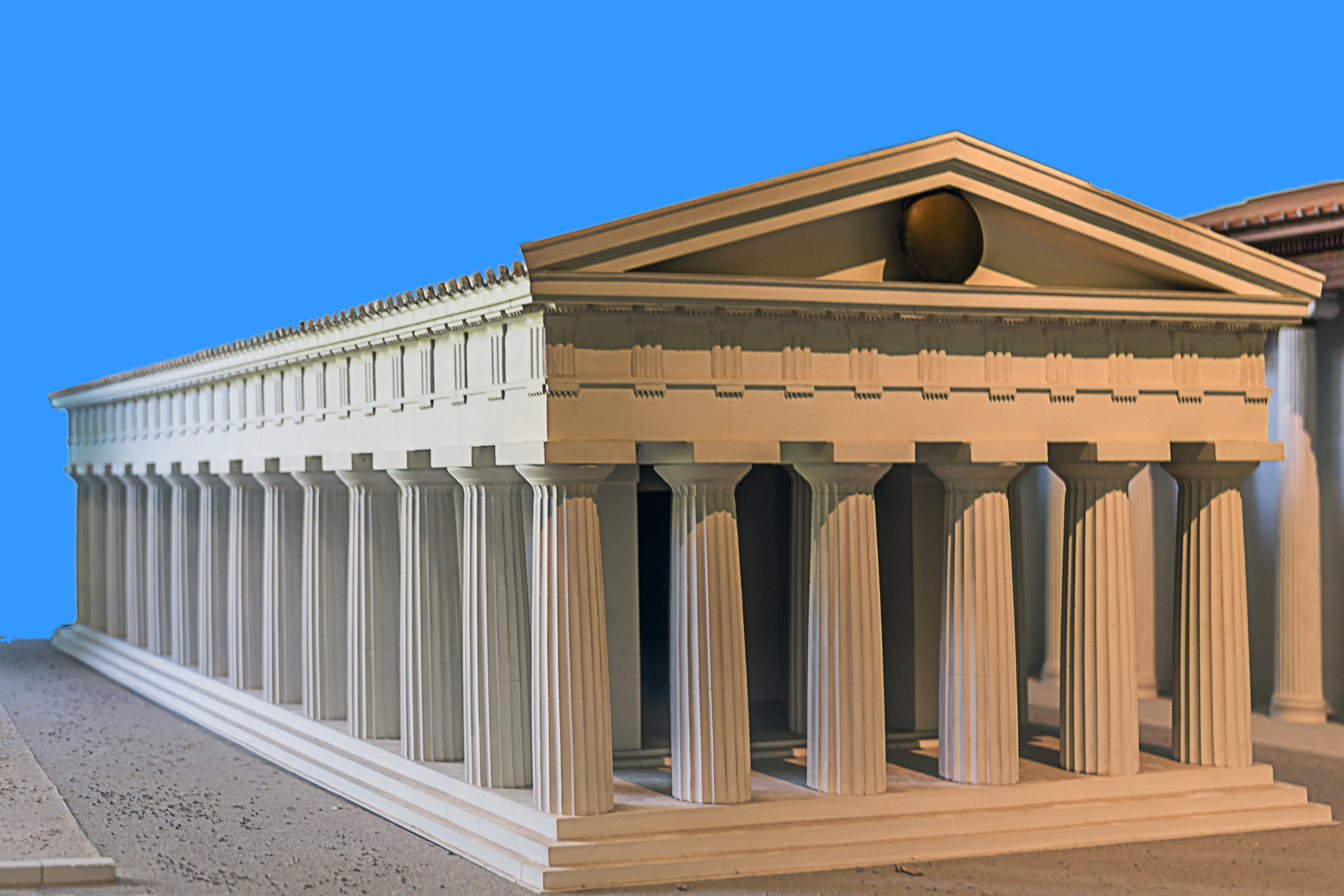
Maqueta del templo en el Museo Arqueológico Regional de Siracusa.

Fue construido a principios del período clásico alrededor del 470 a. C., presumiblemente para conmemorar la victoria de Gelón sobre los cartagineses en la batalla de Hímera, en el 480 a. C.  La construcción fue terminada probablemente por el hermano de Gelón Hierón I. El templo se parecía mucho al Templo de la Victoria de la misma Hímera, construido para conmemorar la misma victoria militar.Por eso los templos se denominan gemelos arquitectónicos. Es posible que el templo de Hímera fuera el más antiguo de los dos y precursor del templo de Siracusa.

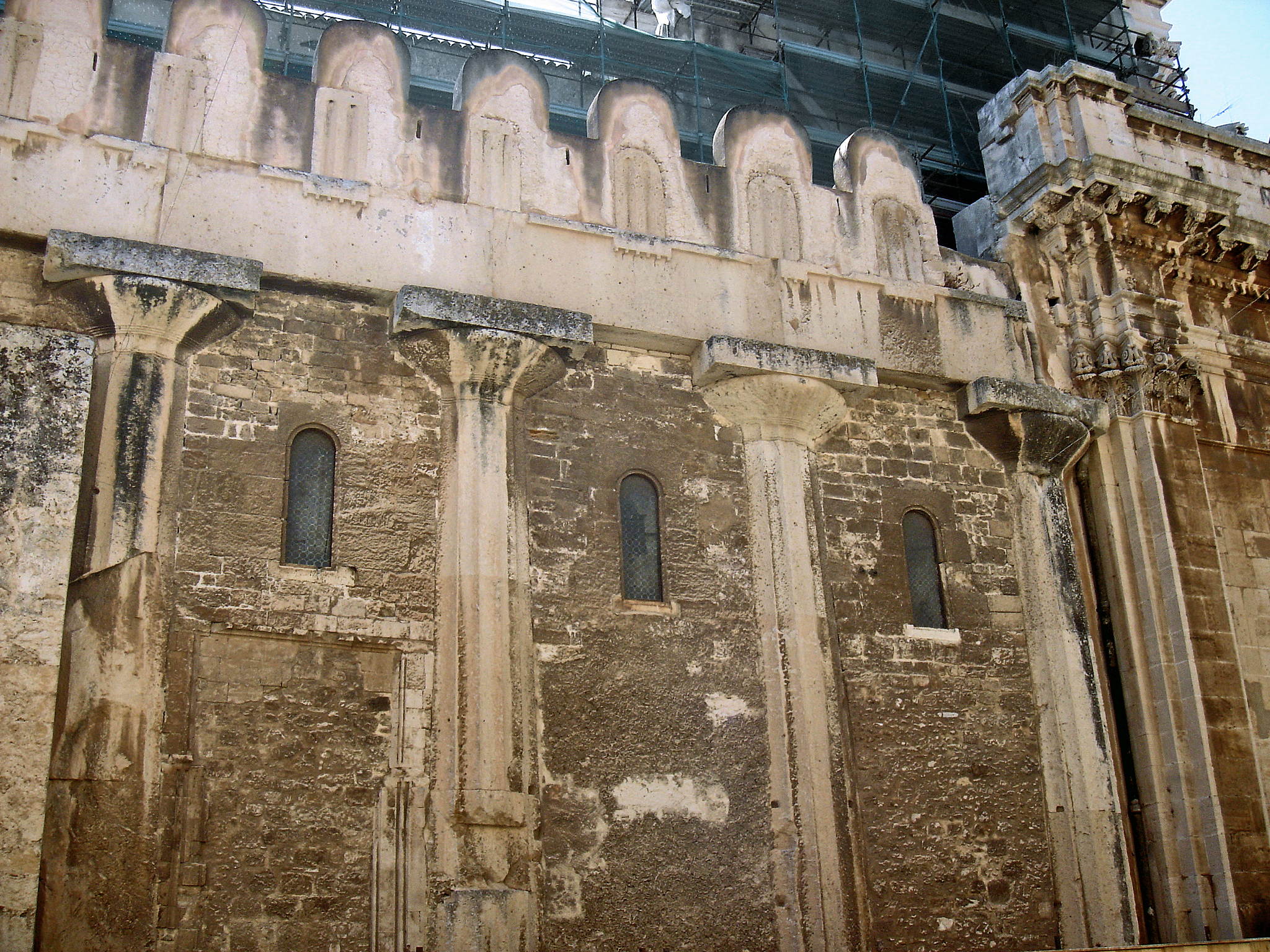
Columnas del peristilo del templo en el muro exterior de la catedral de Siracusa.

Marco Claudio Marcelo salvó el templo después de que Roma conquistara la ciudad en 212 a. C..Sin embargo, Cayo Verres saqueó sus tesoros artísticos.
A principios de la Edad Media, el templo se convirtió en iglesia. En el siglo VII d. C. se transformó en catedral, y sus restos se han reconstruido a lo largo de los siglos en la actual Catedral de Siracusa, Santa Maria delle Colonne. Los restos del templo se restauraron en 1927 eliminando estructuras adicionales y yeso para mostrar mejor las partes antiguas.

## Descripción
Estaba situado en la parte meridional de la isla de Ortigia, inmediatamente al sur del Templo de Artemisa, el llamado “Templo Jónico”, paralelo a este. Fue construido en una zona de santuarios, que también contenía estructuras de santuarios anteriores, altares y templetes votivos que datan del 500 a. C.
El templo era de estilo dórico plenamente desarrollado. El estilóbato medía aproximadamente 22 × 55 m, con seis columnas en los lados cortos y catorce en los largos. En su interior había un pronaos, una naos o cella y un opistodomos. La entrada a través del pronaos se realizaba por el extremo oriental. Tanto el pronaos como el opistodomos tenían delante las típicas dos columnas (dístilo in antis). El tamaño de la naos era de unos 12,5 × 42 m. El templo se construyó con piedra caliza local y mármol importado de Grecia.

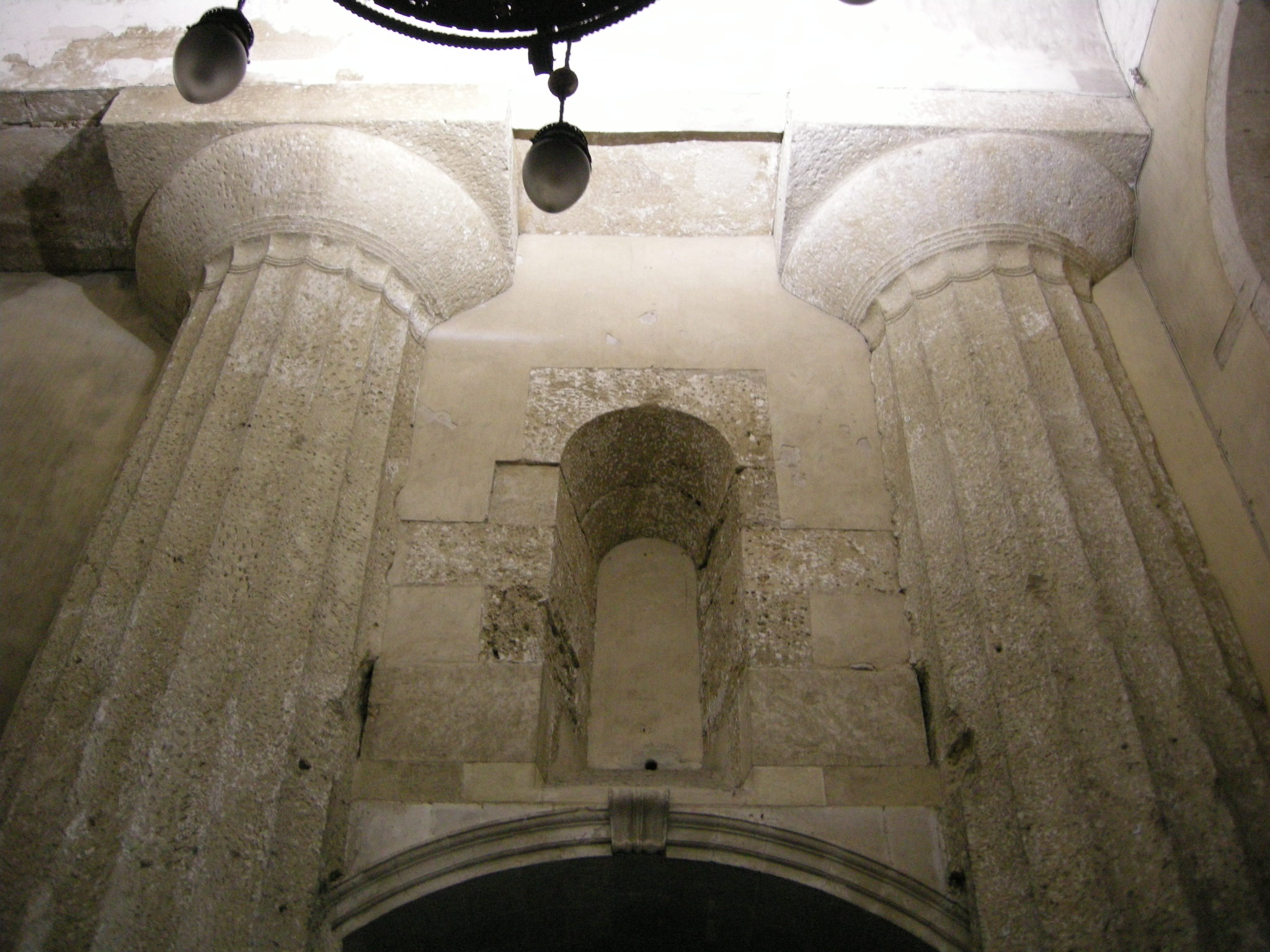
Las jambas del templo.

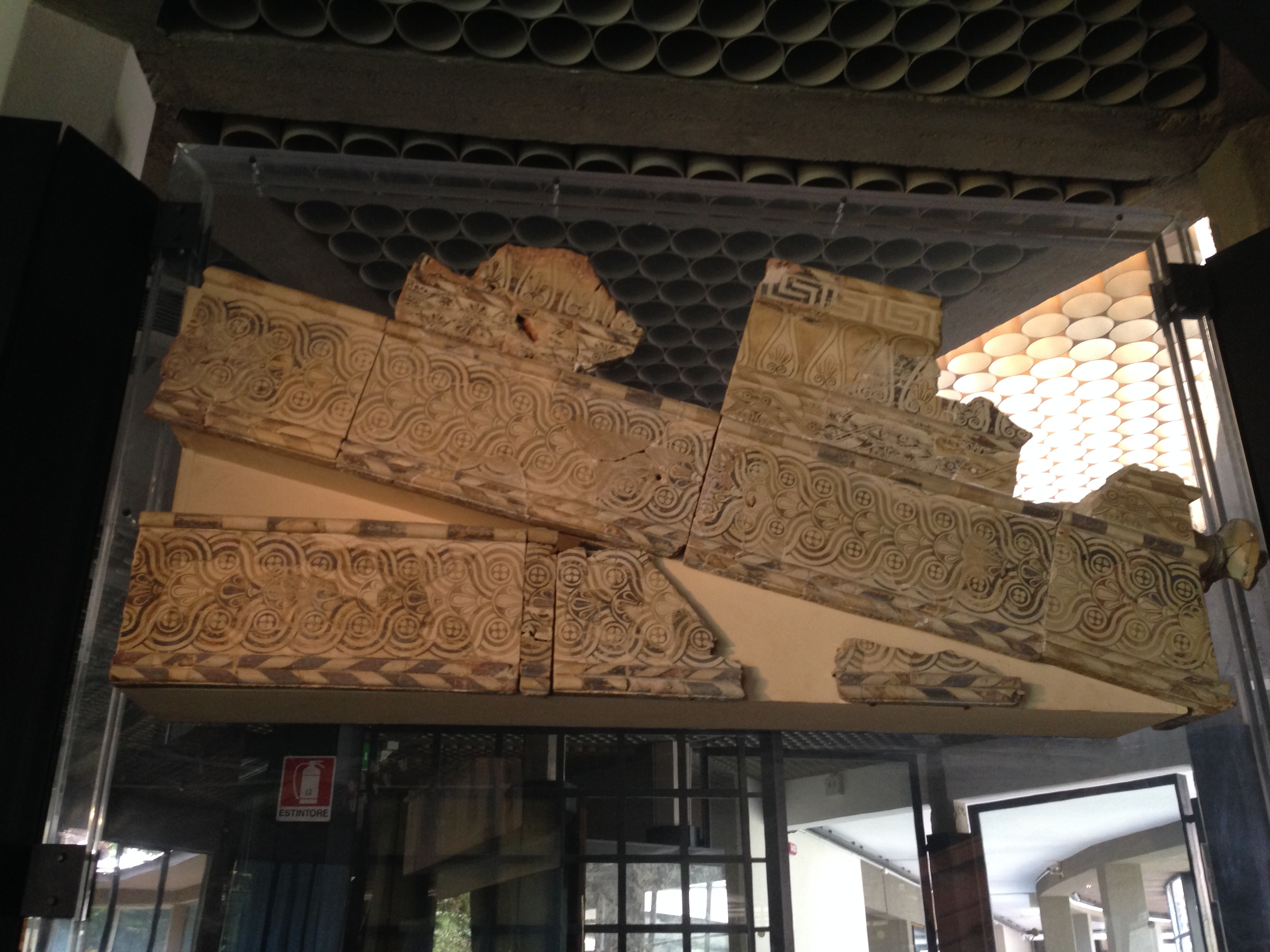
Restos de la decoración del frontón.

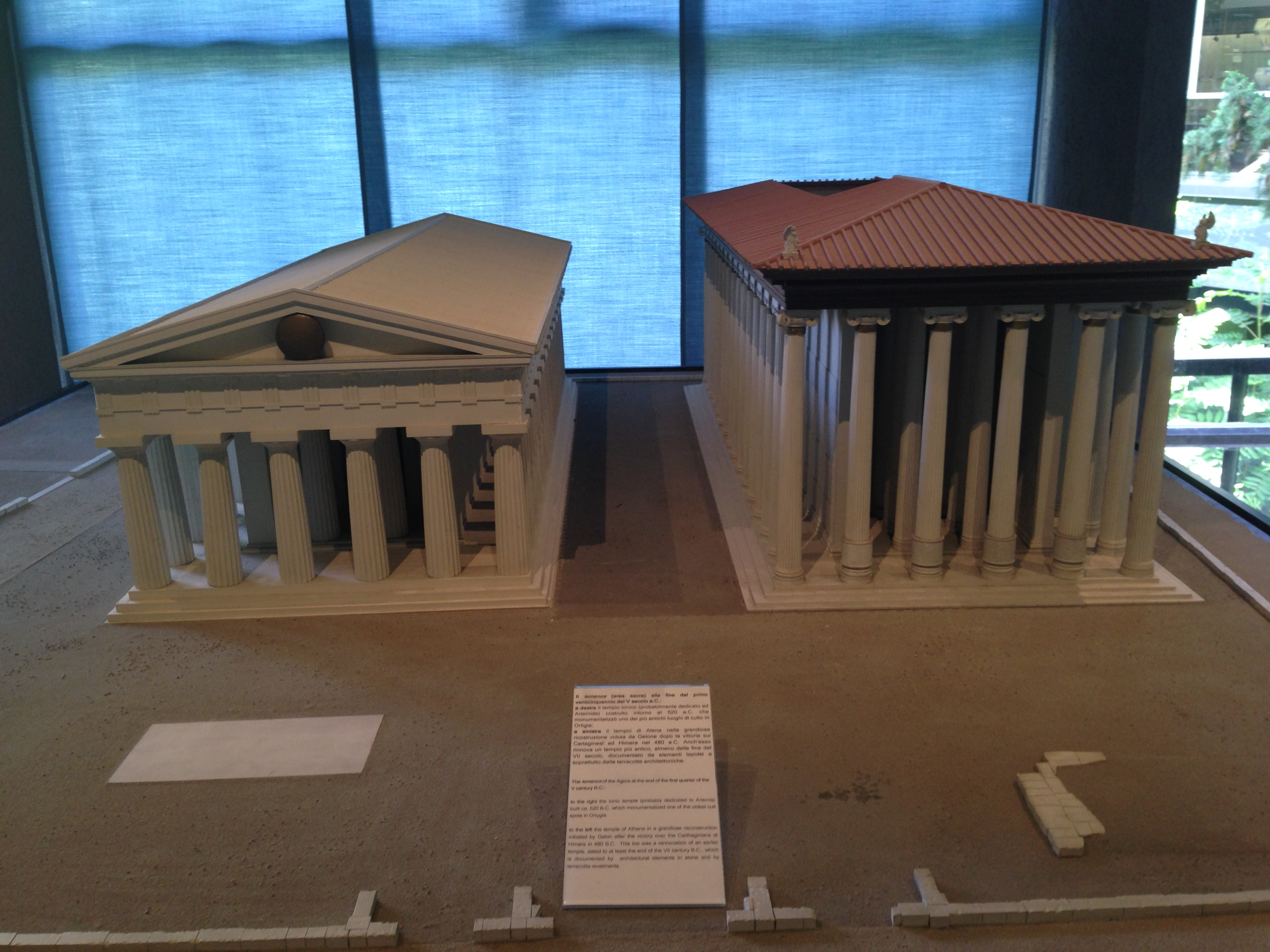
Reconstrucción de la disposición del Templo de Atenea y del de Artemisa.

Era el más ricamente decorado de toda Sicilia. Según Cicerón, sus puertas eran de oro y marfil. El interior estaba decorado con numerosas pinturas que representaban batallas, entre otras cosas. En el tejado o en el frontón había un escudo (o posiblemente toda una estatua de Atenea con escudos), que servía de punto de referencia para los marineros que se acercaban o salían del puerto.

Cuando el templo se convirtió en catedral, se hicieron muchos cambios en sus estructuras. Los espacios entre las columnas se tapiaron y se construyeron puertas arqueadas en las paredes de la naos. Se colocó un altar en lugar de la entrada en el extremo este y se practicó una nueva entrada en el extremo oeste. Como parte de la actual catedral, aún conserva las columnas de sus lados largos del peristilo, tanto en el interior de la iglesia como en el muro exterior, así como partes del entablamento y las estructuras de la naos. Los extremos del templo, en cambio, han sido destruidos.